# Deserto de Agate
 Coordenadas : formato inválido
O Deserto de Agate é uma pradaria (e não um deserto verdadeiro) localizado no Condado de Jackson, no estado de Oregon, nos EUA, na área de White City. Muito das bases de treinamento norte-americanas durante a Segunda Guerra Mundial foram construídas no Deserto de Agate.

## Referência
- http://www.nature.org/wherewework/northamerica/states/oregon/preserves/art6791.html Em falta ou vazio |título= (ajuda)
- «U.S. Geology Survey»
- «Oregon, Departamento de Agricultura»